# En Tierra de Hadas
En Tierra de Hadas es el segundo álbum de estudio de la banda española de folk metal, Celtian. El álbum fue lanzado el 21 de junio de 2019 a través del sello discográfico Maldito Records.
El álbum cuenta con una formación de banda distinta, aunque es considerada como la primera formación oficial por el fundador de la banda, Diego Palacio. Ya que él considera que el anterior trabajo de Celtian fue más un proyecto individual que una banda en sí. Tomando en cuenta que las canciones del primer álbum eran temas folclóricos irlandeses, y siendo que en este segundo álbum los temas son completamente originales, Palacio normalmente dice a los medios que él considera que En Tierra de Hadas es «el primer disco real de Celtian». Es el álbum debut de la cantante Xana Lavey.
Toda la música fue compuesta por Diego Palacio, excepto la pista 9 que fue compuesta por Diego Palacio y Txus di Fellatio. También se tomaron fragmentos de canciones folclóricas tradicionales asturianas e irlandesas para algunas canciones. El álbum cuenta con la participación de músicos invitados de las agrupaciones Mägo de Oz, Debler Eternia, Eluveitie y Celtas Cortos.

## Lista de canciones
| N.º   | Título                                 | Escritor(es)                                | Duración |  |
| 1.    | «La Llegada Del Druida» (Instrumental) | Diego Palacio                               | 2:10     |  |
| 2.    | «La Musa Del Bosque»                   | Diego Palacio                               | 6:31     |  |
| 3.    | «Tu Hechizo»                           | Diego Palacio, Xana Lavey                   | 4:32     |  |
| 4.    | «Niamh»                                | Diego Palacio, Xana Lavey                   | 3:46     |  |
| 5.    | «El Solsticio De Driade»               | Diego Palacio, Shauri Molina                | 4:25     |  |
| 6.    | «Mirada De Fuego»                      | Diego Palacio                               | 3:50     |  |
| 7.    | «En Tierra De Hadas»                   | Diego Palacio, Xana Lavey                   | 5:46     |  |
| 8.    | «El Sueño De Deirdre»                  | Diego Palacio, Xana Lavey                   | 4:24     |  |
| 9.    | «El Mar Sabe Tu Nombre»                | Diego Palacio, Txus di Fellatio, Xana Lavey | 5:18     |  |
| 40:42 |                                        |                                             |          |  |

## Miscelánea
- “Tu Hechizo” tiene un fragmento de la polca irlandesa “The Listowel”.
- “Niamh” habla sobre Niamh, también llamada “Reina de las Hadas”, en la Mitología irlandesa.
- “El Solsticio De Driade” habla sobre los Dríade, ninfas de los robles en la Mitología griega.
- “En Tierra de Hadas” tiene fragmentos de los temas tradicionales asturianos “La Muñeira de Barganaz” y “Si la Nieve Resbala”.
- “El Sueño de Deirdre” habla sobre la heroína Deirdre, de la Mitología irlandesa.

## Créditos

### Alineación principal[3]
- Xana Lavey - Voz principal
- Diego Palacio - Flauta travesera, Whistle, Gaita
- Txus Borao - Violín
- Javi Javat - Guitarra
- Javi Aiur - Bajo
- David Landeroin - Batería

### Músicos invitados
- Patricia Tapia (Mägo de Oz, KHY) - Voz y coros en pista 7
- Rubén Kelsen (Debler Eternia) - Voz y coros en pista 8
- Manuel Seoane (Mägo de Oz) - Guitarra acústica en pista 7, Solo de guitarra en pista 9
- Alex García (Debler Eternia) - Primer solo de guitarra en pista 2
- Sergio García (Debler Eternia) - Bajo en pista 2
- Dani Fuentes (Debler Eternia) - Violín en pista 8
- Michalina Malisz (Eluveitie) - Zanfona en pista 8
- Antón Davila (Celtas Cortos) - Uilleann pipes en pista 4
- Javi Díez (Mägo de Oz) - Orquestaciones, Teclado en pista 9
- Adriän del Sol (Debler Eternia) - Orquestaciones

### Producción
- El álbum fue producido por Txus di Fellatio.
- Fue grabado, mezclado y masterizado en los Estudios Cube con Alberto Seara como ingeniero de audio.

### Diseño
- Gustavo Sazes - Arte de portada[4]
- Paula Pizarro - Maquillaje
- Natalia Enemede - Fotografía
- Nico Rodríguez - Logo